# 森田隆朝
森田 隆朝（もりた たかとも、1925年（大正14年）9月28日 - 2007年（平成19年）5月13日）は、日本の医師、政治家。産婦人科森田医院院長。鳥取県医師会常任理事。鳥大医学部同窓会名誉会長。日本・ネパール人づくり協力会会長。日野郡人会会長。米子市長。
旧姓新出（にいで）。

## 経歴
大正14年（1925年）、鳥取県日南町の寺院の3男として生まれた。同年、一家で現在の境港市に移住。父は托鉢をして集めた浄財で託児所を作り、孤児や恵まれない子どもを養育した。昭和18年（1943年）鳥取県立米子中学校（現・鳥取県立米子東高等学校）卒業。昭和29年（1954年）米子医科大学（現・鳥取大学医学部）卒業、産婦人科教室に入局。昭和35年（1960年）に米子市で森田医院を開業。その後は産婦人科医として勤務しながら「日本・ネパール人づくり協力会」の会長を務め、日本とネパールの人的協力、交流を通して、人材育成に努めた。鳥取県教育委員会委員長を務めたのち、平成3年（1991年）に米子市長選挙に立候補して初当選。平成15年（2003年）まで3期12年務めた。平成19年（2007年）5月13日、急性心不全のため米子市の病院で死去。81歳没。

## 人物像

### 学生時代
北京工専の学生時代は不らちの限りを尽くし、無法松とあだ名されて得意がっていた。2年生の秋、京大出の現役将校をぶん殴り、無期停学をくらった。

### 交流
信太澄夫、坂口昇などは旧制松高の先輩。
森田は、昭和33年（1958年）兵庫県村岡町の診療所に出張した。そこで消防団長をしていた谷洋一と親しくなった。森田によれば、「昭和三十三年、兵庫県村岡町の診療所に出張した。杜氏の里で、酒と牛と女のうまい所である。そこで消防団長をしていた谷洋一君とネンゴロになった。彼はその後、町長、県議を経て今は四選目の国会議員である。」という。

### 人柄・性格
座右の銘は“当たって砕けろ”。尊敬する人は今村均。

## 栄典
- 平成15年 （2003年）- 旭日小綬章

## 家族
- 妻[3]。
- 長男[3]。
- 二男[3]。

## 関連
- 谷洋一
- 広島了輔
- 根平富士雄